# トロ・ロッソ STR12
トロ・ロッソ STR12 (Toro Rosso STR12) は、スクーデリア・トロ・ロッソが2017年のF1世界選手権参戦用に開発したフォーミュラ1カーである。

## 概要
バルセロナのカタロニア・サーキットで行われるプレシーズンテストの前日、2017年2月26日に新車発表会が行われた。これは2017年のF1世界選手権に参戦する全10チームの中で最も遅い発表であった。
パワーユニットは前年のフェラーリから兄チームのレッドブルと同じルノーに戻り、カラーリングもブルーとシルバーがメインの全く新しいコンセプトに変わった。なお、レッドブル同様バッジネームを採用する可能性があったが、開幕時点のエントリーリストには「トロ・ロッソ」とのみ記載されており、エンジン名の記載はされなかった。
フロントサスペンション、サイドポット、突起がないノーズレイアウトは、いずれもメルセデス・F1 W08 EQ Power+と似た特徴を持っている。テクニカルディレクターのジェームス・キーは「メルセデスのマシンを見て『我々と同じフロントサスペンションだ。メルセデス型のフロントサスペンションだと、多くの人が言うだろう』と感じた。ノーズ、サイドポッドの前方部分、それにサイドポッドのボディーワークまでもが似通っているが、完全なる偶然だ」と述べ、カルロス・サインツJr.もメルセデスとマシンデザインが相似していることを頼もしく思っている。

## 2017年シーズン
ドライバーはダニール・クビアトとサインツの両者とも残留。
サインツは度々ポイントを獲得し、第14戦シンガポールGPでは4位入賞と健闘を見せたが、この時点でクビアトは入賞2回に留まっていた。このため、9月26日にマレーシアGPと日本GPではクビアトに代わり、同シーズンスーパーフォーミュラに参戦していたピエール・ガスリーの起用が発表された。カーナンバーは10となる。
ガスリーはその後日程が重なるスーパーフォーミュラ最終戦とアメリカGPのどちらに参戦するか注目されていたが、ガスリーはスーパーフォーミュラに参戦し、アメリカGPにはブレンドン・ハートレイの起用が発表され、クビアトの復帰も決定。サインツは日本GPを最後にジョリオン・パーマーの後任としてルノーへ移籍した。クビアトはアメリカGPを出走し入賞したものの、次のGPであるメキシコGP以降はハートレイとガスリーが起用されることが決定したため、クビアトはチームを離脱した。ただ、結果的にクビアトのアメリカGP入賞が、チームにとってシーズン最後の入賞となった。
シーズン終盤のメキシコGPからパワーユニットのトラブルに相次いで見舞われ、毎戦のようにグリッド降格を喫して入賞圏外かリタイアのレースが続き、最終戦アブダビGPでコンストラクターズランキング6位を争うルノーに逆転されて7位に終わった。

## スペック

### シャシー
- シャシー コンポジット・モノコック構造
- ギアボックス スクーデリア・トロ・ロッソ アルミニウム合金 油圧式8速（レッドブル・テクノロジーより供給）
- ホイール アップテック マグネシウム合金
- タイヤ ピレリ
- サスペンション
  - フロント カーボンファイバー製ダブルウィッシュボーン プッシュロッド トーションバースプリング アンチロールバー
  - リア カーボンファイバー製ダブルウィッシュボーン プルロッド トーションバースプリング アンチロールバー
- ブレーキ
  - ブレーキパッドおよびブレーキディスク ブレンボ
  - ブレーキワイヤー スクーデリア・トロ・ロッソ

### エンジン
- エンジン名 ルノー R.E.17
- 気筒数・角度 V型6気筒・90度
- 排気量 1,600cc
- 最高回転数 15,000rpm（レギュレーションで規定）
- バルブ数 24

## 記録
| 年   | No.   | ドライバー | 1   | 2   | 3   | 4   | 5   | 6   | 7   | 8   | 9   | 10  | 11  | 12  | 13  | 14  | 15  | 16  | 17  | 18  | 19  | 20  | ポイント | ランキング |
| 年   | No.   | ドライバー | AUS | CHN | BHR | RUS | ESP | MON | CAN | AZE | AUT | GBR | HUN | BEL | ITA | SIN | MAL | JPN | USA | MEX | BRA | ABU | ポイント | ランキング |
| ---- | ----- | ---------- | --- | --- | --- | --- | --- | --- | --- | --- | --- | --- | --- | --- | --- | --- | --- | --- | --- | --- | --- | --- | -------- | ---------- |
| 2017 | 26    | クビアト   | 9   | Ret | 12  | 12  | 9   | 15† | Ret | Ret | 16  | 15  | 11  | 12  | 12  | Ret |     |     | 10  |     |     |     | 53       | 7位        |
| 2017 | 55    | サインツ   | 8   | 7   | Ret | 10  | 7   | 6   | Ret | 8   | Ret | Ret | 7   | 10  | 14  | 4   | Ret | Ret |     |     |     |     | 53       | 7位        |
| 2017 | 10    | ガスリー   |     |     |     |     |     |     |     |     |     |     |     |     |     |     | 14  | 13  |     | 13  | 12  | 16  | 53       | 7位        |
| 2017 | 39,28 | ハートレイ |     |     |     |     |     |     |     |     |     |     |     |     |     |     |     |     | 13  | Ret | Ret | 15  | 53       | 7位        |

- 太字はポールポジション、斜字はファステストラップ（key）
- † 印はリタイアだが、90%以上の距離を走行したため規定により完走扱い。
- ハートレイは第17戦アメリカGPのみカーナンバー39を使用し、第18戦メキシコGP以降はカーナンバー28を使用した。